# 블라인드

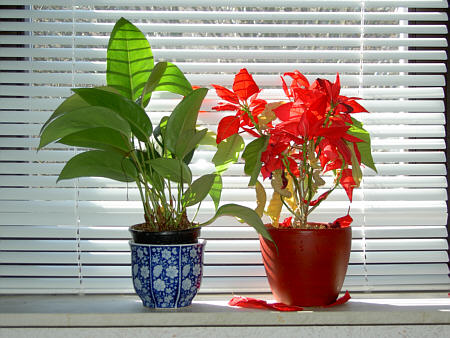
블라인드

블라인드(blind)는 창에 달아 햇빛을 가리거나 바깥에서 들여다볼 수 없게 하는 물건이다. 좁고 긴 비늘 모양의 뼈대 여러 개를 줄로 연결해 만든다. 블라인드의 비늘살은 줄로 움직여서 햇빛을 원하는 만큼 차단할 수 있으며 접어 올릴 수도 있다. 오늘날에는 천으로 만든 커튼과 비슷한 분위기를 내는 블라인드를 버티칼이라 하여 장식용으로 널리 사용한다.

## 베니션 블라인드
베니션 블라인드(Venetian blind)는 일반적으로 코드를 당겨 함께 낮추고 끌어당기는 겹치는 수평 슬랫으로 만든 블라인드 유형이다. 슬랫은 일반적으로 알루미늄, 플라스틱 또는 목재와 같은 단단한 재료를 사용하여 제조되며 블라인드를 통과하는 일련의 와이어를 통해 함께 움직이다.
19세기 말과 20세기 초에 베니션 블라인드는 사무실 건물에서 빛과 공기를 조절하기 위해 널리 채택되었다. 베니션 블라인드를 채택한 미국의 대형 현대식 복합 단지는 1930년대에 완공된 뉴욕 록펠러 센터의 RCA 빌딩(라디오 시티 빌딩으로 더 잘 알려져 있음)이었다. 베니션 블라인드에 대한 가장 큰 주문 중 하나는 버몬트 주 벌링턴에 있는 벌링턴 베니션 블라인드 코퍼레이션(Burlington Venetian Blind Co.)으로 뉴욕시의 엠파이어 스테이트 빌딩 창문용 블라인드를 공급한 것이다.
최근 몇 년 동안 유리 패널에 직접 통합되는 베니션 블라인드의 추가 개발 및 특허가 있었다. 이 새로운 유형의 블라인드는 손상 및 오염과 관련된 문제를 극복한다. 일반적으로 절연 유리 내부의 밀봉을 유지하기 위해 모터 전송에 자석이 사용된다.

## 같이 보기
- 창
- 커튼
- 조명, 채광